# بورگوس، سوریگائوی شمالی
بورگوس، سوریگائوی شمالی (به لاتین: Burgos, Surigao del Norte) یک منطقهٔ مسکونی در فیلیپین است که در سوریگائو شمالی واقع شده‌است.

## خصوصیات
بورگوس ۱۹٫۲۷ کیلومترمربع مساحت دارد.